# Вај (река у Велсу)
Вај (вел. Afon Gwy, енгл. River Wye) је река у Уједињеном Краљевству, у Велсу. Дуга је 215 km. Улива се у Бристолски залив. 